# Tranzitivní uzávěr
Pojem Tranzitivní uzávěr má několik významů v rámci různých oblastí matematiky.

## V teorii množin
V kontextu axiomatické teorie množin, např. ZF, se množina nazývá tranzitivní, pokud obsahuje všechny prvky svých prvků. Například množina {\displaystyle a=\left\{\emptyset ,\left\{\left\{\emptyset \right\}\right\}\right\}} není tranzitivní, protože neobsahuje množinu {\displaystyle \left\{\emptyset \right\}}, ač tato je prvkem množiny {\displaystyle \left\{\left\{\emptyset \right\}\right\}}, která je prvkem {\displaystyle a}. 
Tranzitivní uzávěr množiny {\displaystyle a} je pak nejmenší tranzitivní nadmnožina množiny {\displaystyle a}; použité slovo „nejmenší“ odkazuje na to, že třída všech množin je částečně uspořádána relací množinové inkluze. Tranzitivní uzávěr {\displaystyle a} je tedy taková tranzitivní {\displaystyle b\supseteq a}, že pro každou tranzitivní {\displaystyle c\supseteq a} platí {\displaystyle c\supseteq b}. Jinými slovy {\displaystyle b} je tranzitivní nadmnožina {\displaystyle a}, která neobsahuje „nic navíc“, než co je nutné pro tranzitivitu, a proto každá další tranzitivní nadmnožina {\displaystyle a} je i nadmnožinou {\displaystyle b}.
Každá množina má tranzitivní uzávěr, který lze zkonstruovat po krocích: množina {\displaystyle a_{1}} obsahuje prvky {\displaystyle a} a prvky jejích prvků, množina {\displaystyle a_{2}} prvky {\displaystyle a_{1}} a prvky jejích prvků atd. Tranzitivním uzávěrem množiny {\displaystyle a} je množina právě těch množin {\displaystyle x}, které leží v {\displaystyle a_{n}} pro nějaké přirozené číslo {\displaystyle n}.

## V kontextu relací
Tranzitivní uzávěr binární relace {\displaystyle R} je definován jako nejmenší (z hlediska množinové inkluze) tranzitivní nadmnožina {\displaystyle R}.
Matematicky vyjádřeno, pro tranzitivní uzávěr {\displaystyle R} binární relace {\displaystyle R} platí:
{\displaystyle R'=\cap _{M}[(R\subseteq M)\land (\forall a,b,c)(([a,b]\in M\land [b,c]\in M)\Rightarrow ([a,c]\in M))]}
Například na celých číslech tranzitivní uzávěr relace „{\displaystyle x\,{=}\,y\!-\!1}“ je relace „{\displaystyle x\!>\!y}“. Tranzitivní uzávěr relace „{\displaystyle |x-y|\,{=}\,2}“ je „{\displaystyle y{\mbox{ je sudé}}}“.

### V kontextu grafů

Tranzitivní uzávěr grafu

Jelikož každý orientovaný graf je binární relace na množině uzlů, tranzitivní uzávěr grafu vznikne doplněním hran z {\displaystyle a} do {\displaystyle c}, existuje-li hrana (šipka) z {\displaystyle a} do {\displaystyle b} i z {\displaystyle b} do {\displaystyle c}. Tuto operaci může být potřeba provést opakovaně, protože přidání hran může způsobit nutnost dalšího přidání.
Například graf se čtyřmi uzly a hranami spojujícími postupně první, druhý, třetí a čtvrtý uzel, má uzávěr s celkem šesti hranami (viz obrázek). Pokud by byla v původním grafu i hrana spojující čtvrtý uzel s prvním je uzávěrem úplný graf.
Obdobně se dá tranzitivní uzávěr definovat i pro neorientovaný graf. V tom případě jde vždy o graf úplný nebo tvořený disjunktní množinou úplných podgrafů.

#### Algoritmická složitost
Pro orientované grafy existuje efektivní algoritmus pro nalezení tranzitivního uzávěru. Je složitost je {\displaystyle O(m+\mu n)}, kde {\displaystyle m} je počet hran, {\displaystyle n} počet vrcholů a {\displaystyle \mu } je počet hran spojujících jeho silně souvislýlmi komponentami.